# Rhönita
La rhönita és un mineral de la classe dels silicats, que pertany i dona nom al grup de la rhönita. Rep el de les muntanyes del Rhön, a prop de Fulda, la seva localitat tipus.

## Característiques
La rhönita és un silicat de fórmula química Ca₄[Mg₈Fe3+₂Ti₂]O₄[Si₆Al₆O36]. Es tracta d'una espècie aprovada per l'Associació Mineralògica Internacional, i publicada per primera vegada el 1907. La seva duresa a l'escala de Mohs es troba entre 5 i 6.
Segons la classificació de Nickel-Strunz, la rhönita pertany a «09.DH - Inosilicats amb 4 cadenes senzilles periòdiques, Si₄O₁₂» juntament amb els següents minerals: leucofanita, ohmilita, haradaïta, suzukiïta, batisita, shcherbakovita, taikanita, krauskopfita, balangeroïta, gageïta, enigmatita, dorrita, høgtuvaïta, krinovita, makarochkinita, serendibita, welshita, wilkinsonita, safirina, khmaralita, surinamita, deerita, howieïta, taneyamalita, johninnesita i agrel·lita.

## Formació i jaciments
Va ser descoberta a les muntanyes del Rhön, a prop de la localitat de Fulda, a Hessen (Alemanya). Tot i tractar-se d'una espècie no gaire habitual ha estat descrita en tots els continents del planeta, inclosa l'Antàrtida.